# Pollenia funebris
Pollenia funebris är en tvåvingeart som beskrevs av Villeneuve 1932. Pollenia funebris ingår i släktet vindsflugor, och familjen spyflugor. Inga underarter finns listade i Catalogue of Life.